# Buenavista (Córdoba)
Pour les articles homonymes, voir Buenavista.
Ayapel est une municipalité située dans le département de Córdoba, en Colombie.